# Franz Milde

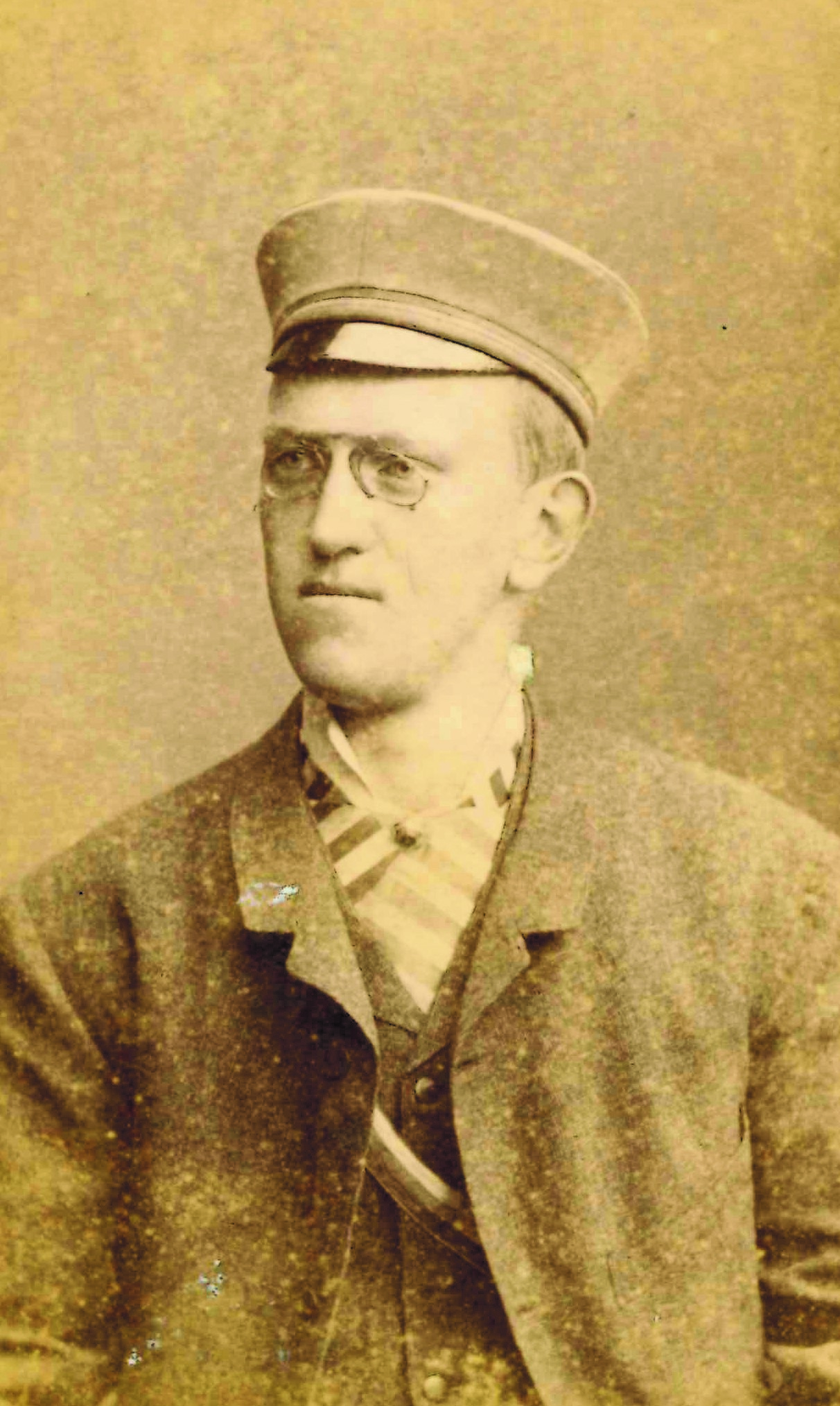
Franz Milde, 1885

Franz Milde (* 6. Mai 1864 in Patschkau, Landkreis Neisse; † 9. Dezember 1926 in Gleiwitz, Landkreis Tost-Gleiwitz) war ein deutscher Jurist im oberschlesischen Knappschaftswesen.

## Leben
Als Sohn eines Gutsbesitzers besuchte Milde das Gymnasium Patschkau. Nach dem Abitur immatrikulierte er sich an der Universität Leipzig für Rechtswissenschaft. Am 29. Mai 1884 renoncierte er beim Corps Lusatia Leipzig. Ab 1. April 1885 diente er als Einjährig-Freiwilliger beim 8. Infanterie-Regiment Nr. 107 „Prinz Johann Georg“ in Leipzig. Auf eigenen Wunsch vom 8. Mai 1886 bis zum 9. November 1887 ohne Band, focht er 
sieben Mensuren. Er wechselte an die Friedrich-Wilhelms-Universität zu Berlin und bestand 1887 das erste Staatsexamen. Den Vorbereitungsdienst leistete er in Berlin und in der Provinz Schlesien. Nach dem Zweiten Staatsexamen (1892) war er Gerichtsassessor in Liegnitz und bei der Militärjustiz in Königsberg i. Pr. Dort nahm er am Corpsleben der Masovia teil. Er trat zur Bergverwaltung im Oberschlesischen Industriegebiet über und wurde Knappschaftsdirektor (Chef) des Oberschlesischen Knappschaftsvereins in Tarnowitz. Seit 1890 war er Reserveoffizier im Infanterie-Regiment „König Ludwig III. von Bayern“ (3. Königlich Sächsisches) Nr. 102. Hauptmann der Landwehr war er 1902–1907. Zum Justizrat ernannt wurde er 1912. Nach dem Ersten Weltkrieg führte er harte Auseinandersetzungen mit den Aufständischen in Oberschlesien. Teile seines Knappschaftsbezirks kamen zur Zweiten Polnischen Republik. Schwer erkrankt, starb er mit 62 Jahren. Verheiratet war er seit 1900 mit Eva geb. Bernhardi. Von den fünf Kindern wurden zwei Söhne im Corps Borussia Breslau aktiv.